# 天主教奧卡尼亞教區
天主教奧卡尼亞教區（拉丁語：Dioecesis Ocaniensis）是哥倫比亞一個羅馬天主教教區，為新潘普洛納總教區的附屬教區。
教區於1962年10月26日成立，包括北桑坦德省西北部和塞薩爾省南部，2004年時有教友352,137人（佔轄區總人口84.3%）。教區下轄四十四個堂區，有六十七名司鐸。教區主教現時出缺，榮休主教為喬治·亨利·洛薩諾-薩夫拉。